# Mislav Matić
Mislav Matić (Signo, 6 gennaio 2000) è un calciatore croato, difensore del Vardar.

## Biografia
È il fratello di Bernardo Matić, anch'egli calciatore.

## Carriera

### Club
Cresce calcisticamente tra le giovanili dello Junak Sinj e a 17 anni viene prelevato dalla Lokomotiva Zagabria, che lo cede in prestito al Rudeš. Nel 2020 viene acquistato dal club ucraino del Mynaj. Esordisce in Prem"jer-liha il 13 settembre 2020, in occasione della vittoria per 1-0 contro l'Oleksandrija.

### Nazionale
Ha giocato nelle nazionali giovanili croate Under-19 ed Under-20.
Il 17 novembre 2022 fa il suo debutto con la Croazia U-21 subentrando al posto di Jan Jurčec nell'amichevole vinta 3-1 contro la Polonia.

## Statistiche

### Cronologia presenze e reti in nazionale
| Cronologia completa delle presenze e delle reti in nazionale ― Croazia under 21 | Cronologia completa delle presenze e delle reti in nazionale ― Croazia under 21 | Cronologia completa delle presenze e delle reti in nazionale ― Croazia under 21 | Cronologia completa delle presenze e delle reti in nazionale ― Croazia under 21 | Cronologia completa delle presenze e delle reti in nazionale ― Croazia under 21 | Cronologia completa delle presenze e delle reti in nazionale ― Croazia under 21 | Cronologia completa delle presenze e delle reti in nazionale ― Croazia under 21 | Cronologia completa delle presenze e delle reti in nazionale ― Croazia under 21 |
| Data                                                                            | Città                                                                           | In casa                                                                         | Risultato                                                                       | Ospiti                                                                          | Competizione                                                                    | Reti                                                                            | Note                                                                            |
| ------------------------------------------------------------------------------- | ------------------------------------------------------------------------------- | ------------------------------------------------------------------------------- | ------------------------------------------------------------------------------- | ------------------------------------------------------------------------------- | ------------------------------------------------------------------------------- | ------------------------------------------------------------------------------- | ------------------------------------------------------------------------------- |
| 17-11-2022                                                                      | Pola                                                                            | Croazia under 21                                                                | 3 – 1                                                                           | Polonia under 21                                                                | Amichevole                                                                      | -                                                                               | 84’                                                                             |
| 21-11-2022                                                                      | Pola                                                                            | Croazia under 21                                                                | 1 – 1                                                                           | Austria under 21                                                                | Amichevole                                                                      | -                                                                               | 86’                                                                             |
| Totale                                                                          |                                                                                 | Presenze                                                                        | 2                                                                               |                                                                                 | Reti                                                                            | 0                                                                               |                                                                                 |

## Palmarès

### Club

#### Competizioni nazionali
- Coppa di Macedonia: 1

Vardar: 2024-2025